# Кравченко, Тамара Михайловна
Тамара Михайловна Кравченко (до замужества Соснова; 18 декабря 1949, Москва — 10 августа 2011, Москва) — советская пловчиха, четырнадцатикратная чемпионка СССР, чемпионка Европы (1966), участница Олимпийских игр (1968). Мастер спорта СССР международного класса (1966). Многократная рекордсменка СССР.

## Биография
Родилась 18 декабря 1949 года в Москве. Начала заниматься плаванием в возрасте 6 лет под руководством своего отца Михаила Соснова. В 1960 году продолжила тренироваться у Владимира Сычёва. Специализировалась в плавании вольным стилем.
Наиболее значимых результатов добивалась в середине и конце 1960-х годов, когда 14 раз становилась чемпионкой СССР на дистанциях 100 (1965, 1966), 200 (1968), 400 (1964—1967, 1969) и 800 (1966, 1967, 1969) метров, а также в комбинированной эстафете (1965, 1967) и эстафете 4×100 метров вольным стилем (1969). В 1966 году вошла в состав сборной страны на чемпионате Европы в Утрехте, где выиграла бронзовую медаль на дистанции 400 метров и золотую награду в эстафете 4×100 метров вольным стилем. В 1968 году участвовала в Олимпийских играх в Мехико.
В 1971 году завершила свою спортивную карьеру. В дальнейшем занималась преподавательской деятельностью в Московской сельскохозяйственной академии имени К. А. Тимирязева, была директором Комплексной детско-юношеской спортивной школы. В 2004 году защитила диссертацию на соискание учёной степени кандидата педагогических наук. В 1990-х и 2000-х годах участвовала в ветеранских соревнованиях плавательного движения «Мастерс».
Умерла 10 августа 2011 года в Москве. Похоронена на Перепечинском кладбище.

## Семья
- Галина Соснова (род. 1944) — сестра, советская пловчиха, участница Олимпийских игр (1960).
- Владимир Кравченко (род. 1947) — муж, советский пловец, шестикратный чемпион СССР, участник Олимпийских игр (1968).
- Константин Кравченко (род. 1973) — сын, российский ватерполист, призёр чемпионата Европы (1997).